# Liste der Häfen in Uruguay
Die Liste der Häfen in Uruguay enthält wichtige Häfen der Republik Östlich des Uruguay.
Am Río Uruguay befinden sich:
- Hafen von Paysandú
- Hafen von M’Bopicuá, Nähe von Fray Bentos
- Hafen von Fray Bentos

An der Wasserstraße Paraná-Paraguay befindet sich:
- Hafen von Nueva Palmira (zweitgrößter Hafen von Uruguay)

Am Río de la Plata befinden sich (von West nach Ost):
- Zona Franca Punta Pereira, Nähe von Conchillas
- Hafen von Colonia (Passagierschifffahrt)
- Hafen von Juan Lacaze
- Hafen von Montevideo (größter Hafen von Uruguay)
- Hafen von Punta del Este (Passagierschifffahrt)

Am Atlantik befindet sich:
- Punta José Ignacio Oil Terminal, La Paloma (Rocha)